# Бродский, Михаил (дипломат)
Михаил Бродский (ивр. מיכאל ברודסקי‎, род. 1972, Ленинград, РСФСР, СССР) — израильский дипломат, чрезвычайный и полномочный посол Израиля на Украине.

## Биография
В 1990 году с семьёй иммигрировал в Израиль. Окончил Тель-Авивский университет, получив степень бакалавра политических наук и степень магистра дипломатии и национальной безопасности.
С 2002 года на дипломатической работе. В 2003—2008 годах являлся пресс-атташе посольства Израиля в России, политическим атташе посольства Израиля в России. В 2009—2013 годах — директор по связям с общественностью посольства Израиля в Лондоне. С 2015 по 2018 год — посол Израиля в Казахстане, по совместительству в Кыргызстане.
С 9 августа 2021 года — посол Израиля на Украине. 1 октября того же года вручил верительные грамоты президенту Зеленскому.
В апреле 2023 года добился отмены решения о переименовании улицы Пржевальского в столице Украины именем нацистского коллаборациониста Кубийовича.